# Casa Portuguesa del estado Aragua
La Casa Portuguesa del estado Aragua es un club social con sede en Maracay, estado Aragua, Venezuela, donde se pueden realizar diferentes actividades deportivas y culturales disponibles para todos los socios e invitados.

## Historia
Con el fin de ofrecer a sus miembros un lugar de esparcimiento que permitiera llevar a cabo actividades recreativas, deportivas y culturales, un 23 de abril del año 1965 fue inscrita en el Registro Subalterno del Municipio Girardot del estado Aragua, la Casa Portuguesa del estado Aragua, asociación sin fines de lucro.
Para sus inicios, la Casa Portuguesa contaba con un área de esparcimiento ubicada en el sector de El Milagro, localidad perteneciente a El Limón, Maracay. En realidad, se trataba de una casa familiar donde sus concurrentes se reunían en tiempos libres con la finalidad de realizar actividades socioculturales y deportivas.
Debido a que el número de socios cada vez era mayor, se vieron en la necesidad de ampliar y crecer, por tal razón, tomaron la iniciativa de trasladarse al sector de Las Delicias, donde, en un espacio más amplio, se dio continuidad a la divulgación de las actividades deportivas y culturales. Pasado algunos años, decidieron adquirir un terreno propio que permitiera ofrecer mayor y mejor disfrute a sus accionistas. Para llevar a cabo tal fin, se trasladaron al sector de La Morita I, allí se extendieron aún más y se dieron a conocer tanto en el ámbito nacional como internacional.
Conocido ampliamente el nombre de este centro social, y gracias a su sano ambiente de diversión, empezó a atraer la atención no sólo de personas de nacionalidad portuguesa y luso descendientes, sino también de otras nacionalidades, afiliándose estas al mismo, extendiendo de esta manera aún más el número de accionistas. Debido a esto, y ya de forma definitiva, se realizó una gran inversión para adquirir lo que es actualmente el terreno propio de la Casa Portuguesa del estado Aragua.
Para el año 1982 comienzan las construcciones de las diversas áreas y en 1984 se inaugura la primera etapa. Actualmente, la Casa Portuguesa cuenta con más de 1500 accionistas que sumados a sus familiares forman una población de más de 6000 personas y es considerada como uno de los mejores centros portugueses de Venezuela.

## Actividades deportivas
El Club cuenta con una gran variedad de opciones deportivas para todas las edades, entre ellas destacan:
- Fútbol.
- Tenis.
- Natación.
- Tenis de mesa.
- Fútbol sala.
- Voleibol.
- Bolas criollas.
- Nado sincronizado.
- Karate.
- Pádel.
- Dominó.

## Actividades Culturales
- Ajedrez.
- Danza.
- Danza folclórica.
- Coral.
- Concursos de belleza.
- Celebración de las fiestas de carnaval.
- Celebración de las fiestas de Fátima.
- Celebración de otras festividades portuguesas.